# ششتین توروال
ششتین توروال (انگلیسی: Kerstin Thorvall; زاده ۱۲ اوت ۱۹۲۵ – درگذشته ۹ آوریل ۲۰۱۰) پدیدآور، نویسنده، و روزنامه‌نگار اهل سوئد بود. او در ۱۹۲۵ در اسکیلستونا متولد شد.

## تاریخچه
او ابتدا با تصویرنگاری آغاز کرد. اولین کتاب ادبیات داستانی او در سال ۱۹۵۹ (بوکن تیل دیگ) یا (کتابی برای شما) بود که در بین خوانندگان جوان محبوبیت کسب کرد.
کارهای او در همان دوران موضوع مناقشه بود، به عنوان مثال رمان (Det mest förbjudna) که به معنی «ممنوع‌ترین» در سال ۱۹۷۶ منتشر شد، به موضوع بحث‌انگیزی تبدیل شد، اما در ترجمه انگلیسی به «میوه ممنوع» ترجمه و منتشر شده‌است. بعدها در ۲۰۱۶ این رمان به یک سریال تلویزیونی سه بعدی با بازیگری هنرپیشه سوئدی سولاریا توروال، در تلویزیون سوئد به نمایش درآمد.

## مرگ
توروال در آوریل ۲۰۱۰ پس از یک بیماری طولانی در یک مرکز مراقبت سالمندان درگذشت.